# Arne Maier
Arne Maier (Ludwigsfelde, 8 gennaio 1999) è un calciatore tedesco, centrocampista dell'Augusta.
Nell'estate del 2019 viene indicato dall'UEFA come uno dei 50 giovani più promettenti per la stagione 2019-2020.

## Caratteristiche tecniche
È un mediano.

## Carriera

### Club
Cresciuto nelle giovanili dell'Hertha Berlino, ha esordito il 13 maggio 2017 in un match vinto 2-0 contro il Darmstadt.

### Nazionale
Ha partecipato agli Europei Under-21 del 2019 ed a quelli del 2021 (peraltro questi ultimi vinti dalla sua nazionale, mentre nel 2019 era stato finalista perdente), oltre che ai Giochi Olimpici di Tokyo.

## Statistiche

### Presenze e reti nei club
Statistiche aggiornate al 18 maggio 2024.
| Stagione              | Squadra               | Campionato            | Campionato | Campionato | Coppe nazionali | Coppe nazionali | Coppe nazionali | Coppe continentali | Coppe continentali | Coppe continentali | Altre coppe | Altre coppe | Altre coppe | Totale | Totale |
| Stagione              | Squadra               | Comp                  | Pres       | Reti       | Comp            | Pres            | Reti            | Comp               | Pres               | Reti               | Comp        | Pres        | Reti        | Pres   | Reti   |
| --------------------- | --------------------- | --------------------- | ---------- | ---------- | --------------- | --------------- | --------------- | ------------------ | ------------------ | ------------------ | ----------- | ----------- | ----------- | ------ | ------ |
| mag. 2017             | Hertha Berlino        | BL                    | 1          | 0          | CG              | -               | -               | UEL                | -                  | -                  | -           | -           | -           | 1      | 0      |
| 2017-2018             | Hertha Berlino        | BL                    | 17         | 0          | CG              | 1               | 0               | UEL                | 3                  | 0                  | -           | -           | -           | 21     | 0      |
| 2018-2019             | Hertha Berlino        | BL                    | 24         | 0          | CG              | 2               | 0               | -                  | -                  | -                  | -           | -           | -           | 26     | 0      |
| 2019-2020             | Hertha Berlino        | BL                    | 14         | 0          | CG              | 1               | 0               | -                  | -                  | -                  | -           | -           | -           | 15     | 0      |
| Totale Hertha Berlino | Totale Hertha Berlino | Totale Hertha Berlino | 58         | 0          |                 | 4               | 0               |                    | 3                  | 0                  |             | -           | -           | 66     | 0      |
| 2020-2021             | Arminia Bielefeld     | BL                    | 16         | 0          | CG              | 0               | 0               | -                  | -                  | -                  | -           | -           | -           | 16     | 0      |
| 2021-2022             | Augusta               | BL                    | 29         | 1          | CG              | 1               | 0               | -                  | -                  | -                  | -           | -           | -           | 30     | 1      |
| 2022-2023             | Augusta               | BL                    | 30         | 5          | CG              | 2               | 1               | -                  | -                  | -                  | -           | -           | -           | 32     | 6      |
| 2023-2024             | Augusta               | BL                    | 22         | 2          | CG              | 1               | 0               | -                  | -                  | -                  | -           | -           | -           | 23     | 2      |
| Totale Augusta        | Totale Augusta        | Totale Augusta        | 81         | 8          |                 | 4               | 1               |                    | -                  | -                  |             | -           | -           | 85     | 9      |
| Totale carriera       | Totale carriera       | Totale carriera       | 155        | 8          |                 | 9               | 1               |                    | 3                  | 0                  |             | -           | -           | 167    | 9      |

## Palmarès

### Nazionale
- Campionato d'Europa Under-21: 1

Ungheria/Slovenia 2021

### Individuale
- Squadra del torneo degli Europei Under-21: 1

Ungheria-Slovenia 2021